# NGC 4806
NGC 4806 ist eine Balkenspiralgalaxie vom Hubble-Typ SBc im Sternbild der Wasserschlange. Sie ist schätzungsweise 101 Millionen Lichtjahre von der Milchstraße entfernt.
Das Objekt wurde am 30. März 1835 von John Herschel mit einem 18,7-Zoll-Spiegelteleskop entdeckt, der sie dabei mit „F, R, gvlbM, 40 arcseconds“ beschrieb.

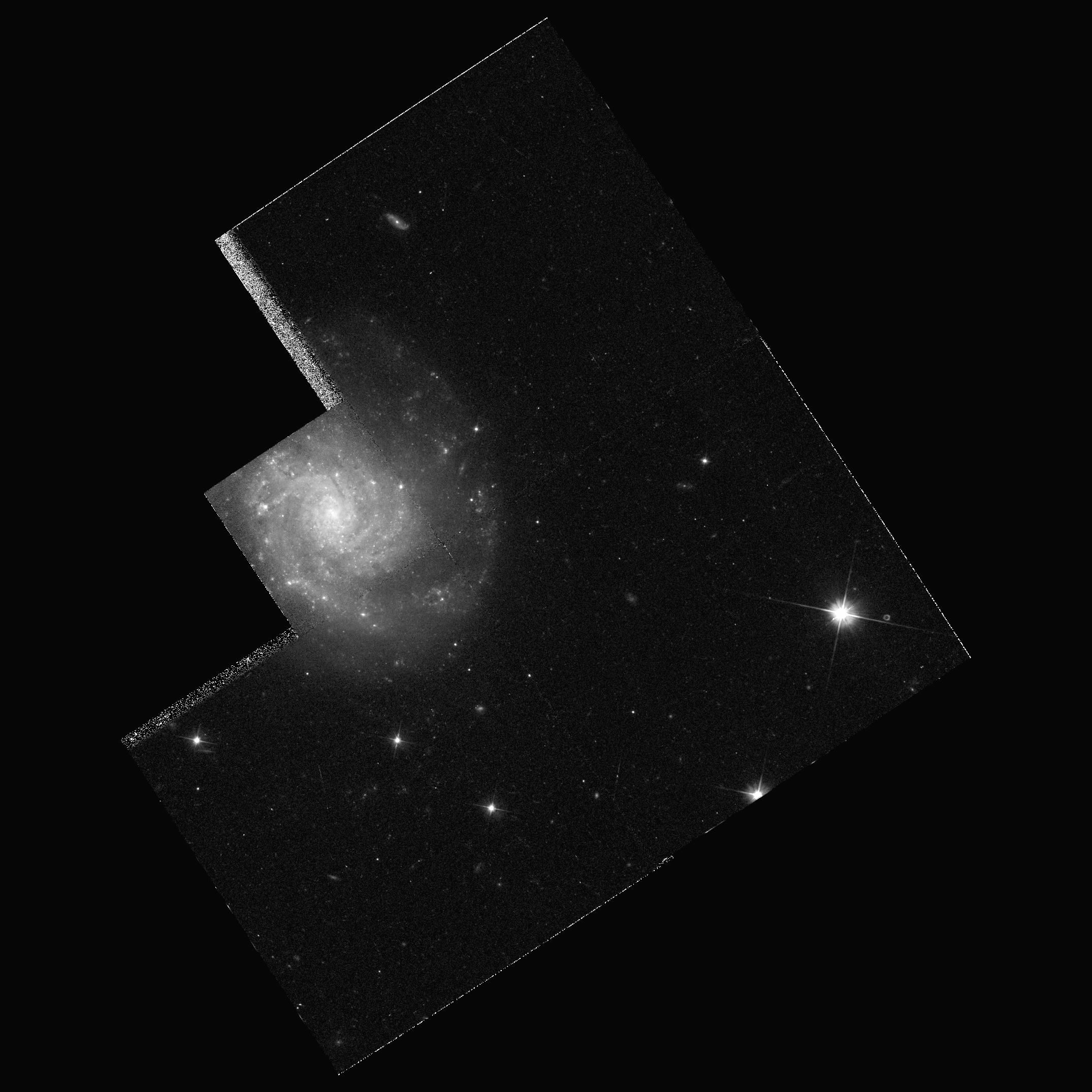
Hochaufgelöste Aufnahme der Spiralgalaxie NGC 4806, erstellt mithilfe des Hubble-Weltraumteleskops